# Masalia perstriata
Heliothis perstriata là một loài bướm đêm trong họ Noctuidae.